# Huétor Vega
Huétor Vega est une commune de la communauté autonome d'Andalousie, dans la province de Grenade, en Espagne. Elle est située dans la partie centrale de la comarque de le Vega de Grenade, à environ 4km du centre de la capitale de la province. Les communes limitrophes sont Grenade, Cenes de la Vega, Monachil, Cajar et La Zubia.

## Géographie
La commune est située entre Grenade et les rives de la rivière Monachil. Son activité économique est basée que l'hôtellerie, quelques restaurants réputés, une agriculture principalement dédiée à la viticulture, et l'élevage. Sa proximité avec Grenade, dont l'accès est facilité par la Ronda Sur (rocade sud) en font à la fois une "cité dortoir" et l'emplacement de nombreuses résidences secondaires pour les habitants de la capitale voisine.
Les principales spécialités gastronomiques locales sont le fameux vin de Huétor, les fèves au jambon, la morcilla (saucisse). Il est possible de les déguster dans l'un des nombreux restaurants de la ville.

## Histoire
La fête patronale de Huétor Vega est le 16 août, en l'honneur de Saint Roch.

Sports
L'équipe de football locale, le CD Huétor Vega, évolue durant la saison 2016-2017 en division 3.

## Administration
| Période                                  | Période | Identité | Étiquette | Qualité |
| ---------------------------------------- | ------- | -------- | --------- | ------- |
| N/A                                      | N/A     | N/A      | N/A       | Maire   |
| Les données manquantes sont à compléter. |         |          |           |         |